# Change (àlbum)
Change, és el nom d'un disc de Sugababes, que eixí a la venda el 8 d'octubre del 2007 en Europa, i el 27 del mateix mes en Amèrica; és el primer llançament de Sugababes en el territori americà.
El seu primer single, "About You Now", que eixí a la venda l'1 d'octubre, ha rebut excepcionals crítiques en Regne Unit, situant-lo com "una obra mestra del pop electro" en la revista The Sun.

## Llista de cançons
1. "About You Now" (Cathy Dennis, Lukasz Gottwald) – 3:32
2. "Never Gonna Dance Again" (Keisha Buchanan, Heidi Range, Miranda Cooper, Brian Higgins, Tim Powell, Nick Coler, Lisa Cowling) – 3:44
3. "Denial" (K. Buchanan, H. Range, Amelle Berrabah, Vanessa Morgan, Flex Turner, Elliot Malloy) – 3:31
4. "My Love Is Pink" (K. Buchanan, H. Range, M. Cooper, B. Higgins, T. Powell, L. Cowling, N. Coler) – 3:45
5. "Change" (Martin M. Larsson, Lars H. Jensen, Niara Scarlett, H. Range, K. Buchanan, A. Berrabah) – 3:37
6. "Back When" (Dallas Austin, Gary White) – 3:57
7. "Surprise (Goodbye)" (C. Dennis, L. Gottwald) – 3:05
8. "Back Down" (A. Stevenson, Tony Reyes, K. Buchanan, H. Range, A. Berrabah) – 3:51
9. "Mended by You" (H. Range, K. Buchanan, J. 'Rockstar' Lipsey, Karen Poole) – 3:35
10. "3 Spoons of Suga" (H. Range, K. Buchanan, A. Berrabah, J. 'Rockstar' Lipsey, K. Poole, J. Shaw) – 3:51 [UK & AUS bonus track]
11. "Open the Door" (K. Buchanan, H. Range, C. Dennis, L. Gottwald) – 3:16
12. "Undignified" (Tom Nichols, F. Turner, K. Buchanan, H. Range, A. Berrabah) – 3:45

### Versió francesa
Perquè Sugababes' greatest hits album, Overloaded: The Singles Collection, no fou lliurada en França, la versió francesa de Change fou adaptada com una compilació de grans èxits, amb els seus més reeixits senzills incloent tres lliurats amb l'edició regular de Change.
1. "About You Now"[A]
2. "Change"[A]
3. "Denial"[A]
4. "Freak Like Me"
5. "Round Round"
6. "Red Dress"
7. "In the Middle"
8. "Stronger"
9. "Shape"
10. "Overload"
11. "Good to Be Gone"[B][C]
12. "Caught in a Moment"
13. "Ugly"
14. "Easy"[B]
15. "Too Lost in You"
16. "Hole in the Head"
17. "Push the Button"

Notes
1. 1 2 3  Senzills de l'original, versió internacional de Change.
2. 1 2  Pistes originals d'Overloaded: The Singles Collection.
3. ↑  Mai lliurat com un senzill.

## Personal
- Dallas Austin – Bateria, Teclats, Productor
- JC Chasez – Vocal Productor
- Nick Coler – Guitar
- Miranda Cooper – Teclats, Programació
- Pete Craigie – Enginyer, Mescla
- Richard Edgeler – Assistent
- Serban Ghenea – Mescla
- Aniela Gottwald – Assistent
- Lukasz "Doctor Luke" Gottwald – Baix, Guitarra, Bateria, Programació
- Matt Gray – Teclats, Programació
- Brian Higgins – Teclats, Programació, Productor, Mescla
- Tim McEwan – Percussió
- Tom Nichols – Percussió, Programació, Productor
- Andrew Nitsch – Enginyer Assistent
- Rohan Onraet – Enginyer
- Chris Parmenidis – Masterització
- Tim Powell – Teclats, Programació, Mescla
- Kurt Read – Enginyer
- Tony Reyes – Guitarra
- Tim Roberts – Assistent
- Johnny Rockstar – Baix, Programació, Productor, Beats
- Rick Sheppard – Enginyer
- Alonzo "Novel" Stevenson – Teclats, Veus (de fons), Productor, Programador de Bateria
- Tim VanDerKuil – Baix
- Jeremy Wheatley – Teclats, Programador de Bateria, Mescla
- Steven Wolf – Productor
- Jordan Young "DJ Swivel" – Enginyer